# Каминьский, Якуб
Якуб Пётр Каминьский (пол. Jakub Piotr Kamiński; родился 5 июня 2002) — польский футболист, полузащитник клуба «Вольфсбург» и сборной Польши. Выступает на правах аренды за клуб «Кёльн».

## Клубная карьера
Выступал за молодёжную команду «Шомберки». В 2015 году стал игроком футбольной академии клуба «Лех» из Познани. В основном составе «Леха» дебютировал 20 сентября 2019 года в матче Экстракласа (высшего дивизиона чемпионата Польши) против «Ягеллонии». 6 июня 2020 года забил свой первый гол за «Лех» в игре против «Заглембе».
В июле 2020 года подписал новый контракт с «Лехом» до 2024 года.
10 января 2022 года было объявлено о соглашении по переходу Каминьского в немецкий «Вольфсбург», который состоится летом 2022 года.

## Карьера в сборной
Выступал за сборные Польши до 16, до 17, до 19 лет и до 21 года.
5 сентября 2021 года дебютировал за главную сборную Польши.